# イオの火山活動

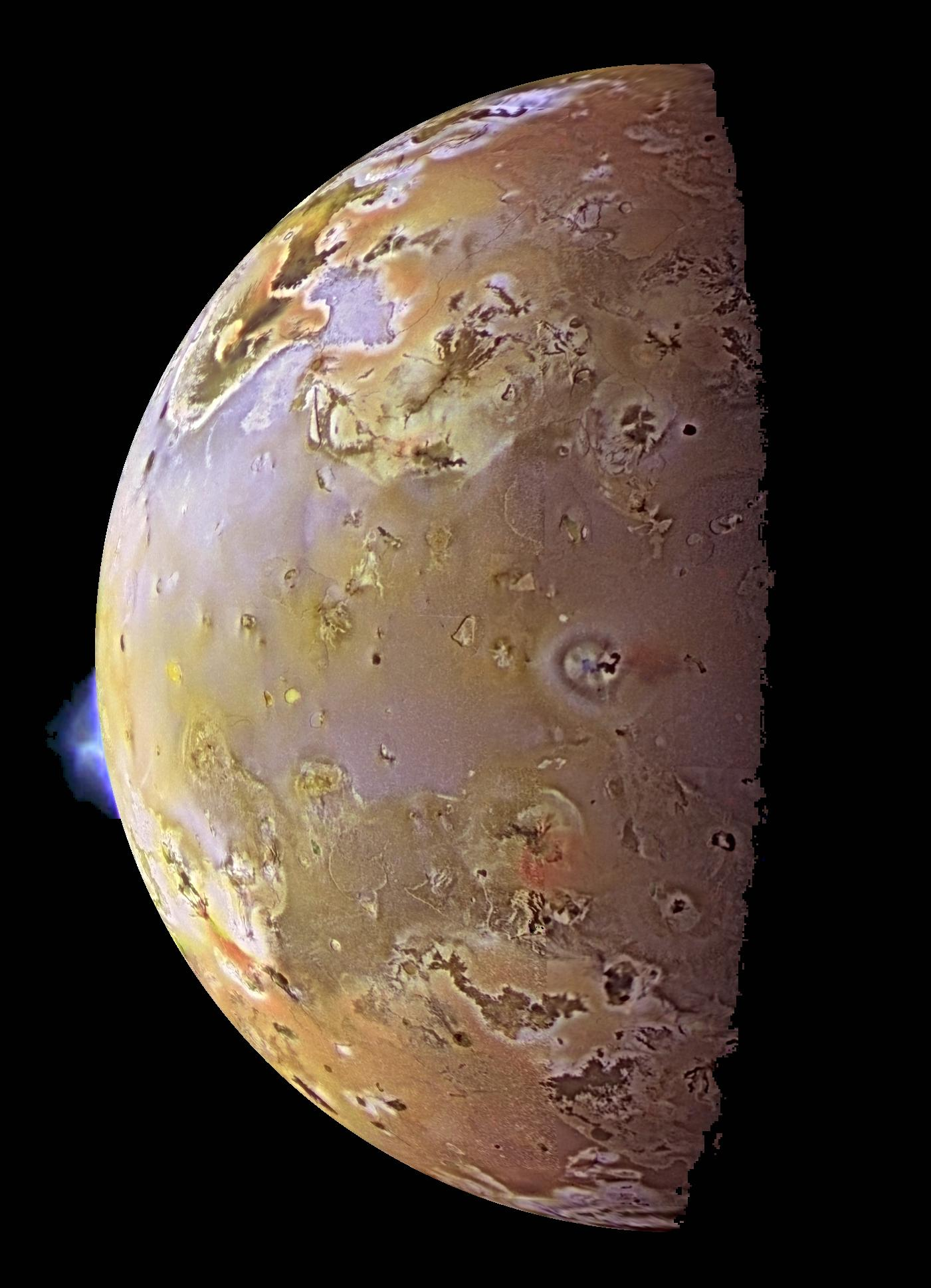
2つのプルームが噴き出すイオの表面

木星の衛星イオの火山活動は、溶岩、火山噴出物、硫黄や二酸化硫黄のプルームを数百kmも噴き上げるものである。1979年にボイジャー1号の撮影した画像によって初めて確認された。付近を通った宇宙探査機（ボイジャー、ガリレオ、カッシーニ、ニュー・ホライズンズ）による観測と地球からの天文学者による観測により、150個以上の活火山が確認された。これらの観測から、最大400個ほどの火山が存在していると推測されている。太陽系で火山活動が確認されている天体は、イオを含めて5つだけである（他の4つは、地球、金星、エンケラドゥス、トリトンである）。
ボイジャー1号のフライバイが行われた直後に、イオの火山活動の熱源は、その軌道傾斜角に由来する潮汐熱であると予測された。これは、主に放射性同位体の崩壊に由来する地球内部の熱とは異なる。イオの扁平な軌道により、木星に近い側と遠い側で木星による引力の大きさに違いが生じ、潮汐作用による膨らみが生じる。この変形が内部に潮汐熱を生み出す。潮汐熱がなければ、イオは地球の月と非常に似た、同じ程度の大きさ、質量で地質学的に死んだ、無数の衝突クレーターで覆われた世界であったかもしれない。
イオの火山活動は、数百の火山中心と広大な溶岩地形を形成し、イオを太陽系で最も火山活動の盛んな天体としている。3つの異なった噴火の形態が確認されており、噴火の期間、強さ、溶岩の流出の速さ等が異なっている。ハワイのキラウエアに似た楯状火山のような、主に玄武岩から構成される溶岩はイオの表面を数千kmも流れる。イオの溶岩はほぼ玄武岩から出来ているが、硫黄や二酸化硫黄でできた溶岩も見られる。さらに、1600Kもの噴火温度が観測されており、これはケイ素の有色鉱物でできた溶岩の噴火だと考えられている。
イオの地殻や表面に大量の硫黄が存在する結果、噴火により硫黄や二酸化硫黄のガス、テフラ等が500kmもの高さまで舞い上がり、巨大な傘形の火山性プルームを生じる。この物質は、周りの地形を赤色、黒色や白色に染め、イオのまばらな大気や木星の広大な磁気圏に物質を供給する。1979年以来、イオの近くを通過した探査機は、イオの火山活動による数度に渡る表面の変化を観測している。

## 発見

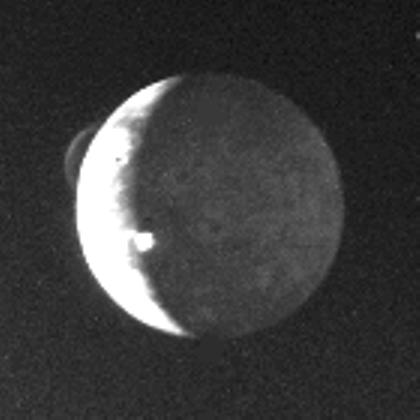
イオの火山活動が発見されるきっかけとなった写真

1979年3月5日のボイジャー1号の接近以前は、イオは地球の月と似た死んだ世界であると考えられていた。イオを取り巻くナトリウムの雲が発見されると、この衛星は蒸発岩で覆われているとの仮説が出された。
発見のヒントは、1970年代に地球から行われた赤外線観測によって得られた。イオが木星の影に入っている間、地球からの10μmの赤外域での観測で、他のガリレオ衛星と比べて異常に高い熱流束が発見された。この時は、この熱流束の原因は、イオの表面がエウロパやガニメデよりも高い熱慣性を持つためであるとされた。これらの結果は、20μmの波長での観測結果とはかなり異なるものであり、イオは他のガリレオ衛星と似た表面の特徴を持つことを示唆していた。その後、短い波長での高い流束は、イオの火山活動と太陽からの熱の複合効果であるとされたが、太陽からの熱はより長い波長での流束を与えるものであった。1978年2月20日には、Witteborn らにより、5μmの波長でのイオの熱放出の鋭い増加が観測された。このグループは火山活動によるものと考えたが、その時のデータは、600Kの8000平方kmの地域と適合するものであった。しかし、論文の著者は、この仮説はありえないと考え、代わりにイオと木星の磁気圏の相互作用による放出に焦点を当てた。
ボイジャー1号がイオに近づく直前、Stan Peale、Patrick Cassen、R. T. Reynolds は、サイエンス誌に、イオは均質ではなく複数の種類の岩石から構成される火山性の表面、分化した内部構造を持つと予測した。彼らはこの予測を、高い軌道離心率から来る木星による大きな潮汐作用によって発生する莫大な量の熱を考慮に入れたモデルから導いた。彼らの計算では、均質の組成の内部構造を持つイオで生産される熱量は、放射性同位体の崩壊だけから生産される熱量の3倍も大きいことを示していた。この効果は、内部構造が分化しているとすると、さらに大きくなった。

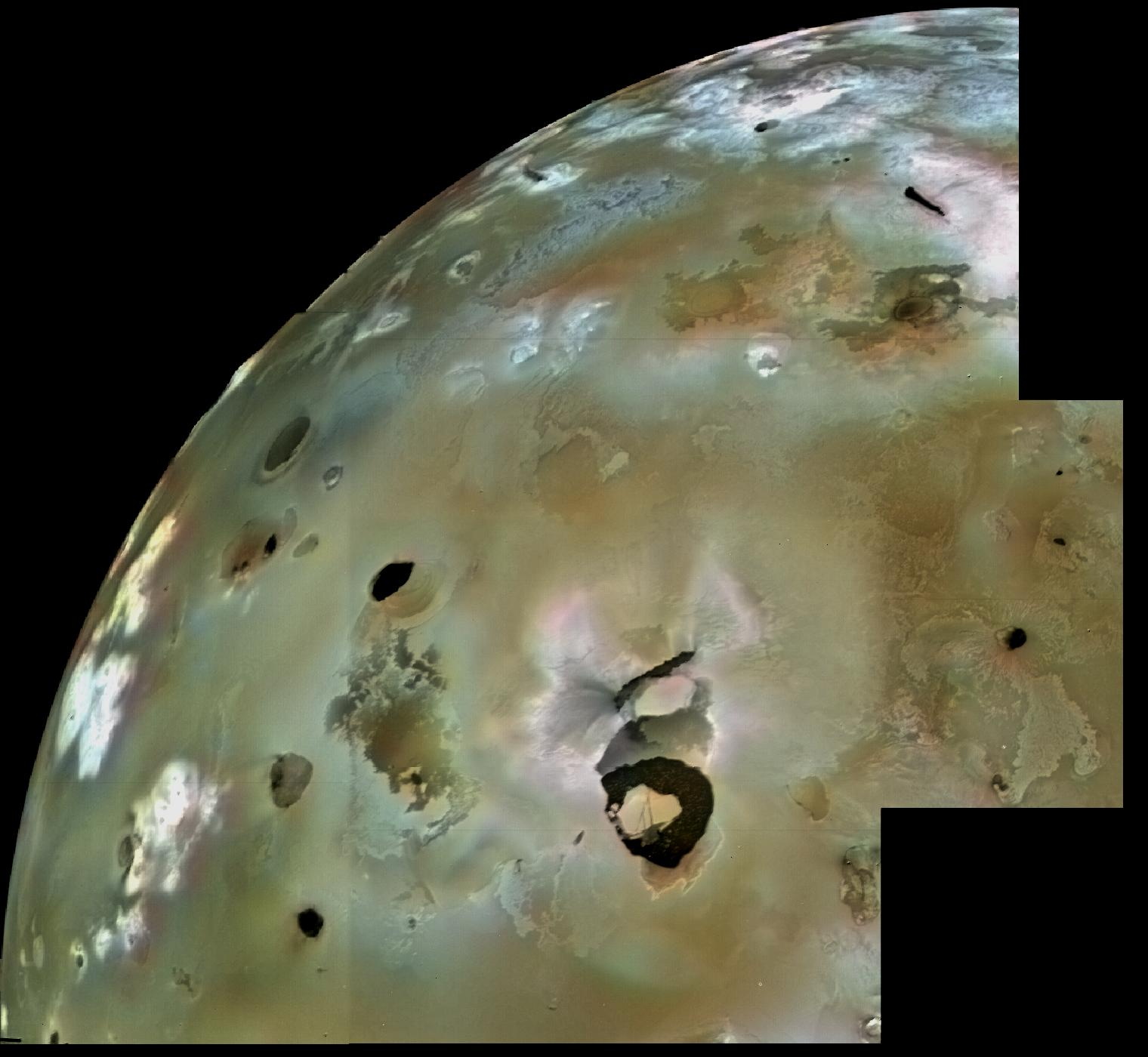
ボイジャー1号が観測したロキ・パテラ（噴火口）とその周りの溶岩

ボイジャー1号が最初に撮影したイオの画像は、イオの表面に衝突クレーターが見られないことを明らかにし、これは表面の地形が非常に若いことを示していた。クレーターは、惑星の表面の年齢を評価するのに用いられ、衝突構造の数は、惑星表面の年齢に応じて増加する。その代わり、ボイジャー1号は様々な色の表面や不規則な形の窪地の点在を観測したが、これらは衝突クレーターに特有の盛り上がった縁を欠くものだった。ボイジャー1号は低粘度の液体が流れた跡や地球の火山とは異なった孤立した高い山も発見した。観測された表面は、 Peale らが推測したところによると、火山によって形作られているということだった。
1979年3月8日、木星を通過した3日後、ボイジャー1号は自身の正確な位置を特定するために、木星の衛星の写真を撮影した。イオの写真を解像したリンダ・モラビトは、衛星の縁に沿って高さ300kmの雲を発見した。彼女は最初に、イオの後ろに隠れている別の衛星の雲ではないかと疑ったが、その場所にちょうどいい大きさの天体はなかった。雲の特徴は、後にペレ山と名付けられる活火山から噴出されるプルームと確認された。この発見に続き、ボイジャーが以前に撮影したイオの写真から7つの別のプルームが見つかった。冷えつつある溶岩を示す複数箇所からの熱源も発見された。4箇月後のボイジャー2号の写真とも比較され、その間に新たにできたプルームも観測された。

## 熱源
イオ内部の主要な熱源は、木星の引力によってもたらされる潮汐作用によるものである。この外部の熱源は、放射性同位体の崩壊熱と降着の残熱が主となる地球の火山の場合とは大きく異なる。地球では、これらの内部の熱源はマントル対流とプレートテクトニクスによって火山まで運ばれる。
イオの潮汐熱は、木星までの距離、軌道離心率、内部組成、物理的状態に依存する。エウロパやガニメデとのラプラス軌道共鳴により、イオの離心率が維持されている。この離心率により、軌道の近点と遠点で木星からの重力が変わり、潮汐力による膨らみは100mも変化する。この変化はイオの内部に、潮汐熱で内部を融かすのに十分な摩擦も生じさせる。内部の熱のほとんどが地殻内の伝導で放出される地球とは異なり、イオでは内部の熱は火山活動で放出され、全体で0.6-1.6×1014Wという高い伝熱を生み出す。軌道のモデルから、イオ内部の潮汐熱の量は時間と共に変化し、その時点の熱流量が長期間の平均を表すものではないことを示唆する。観測されたイオの内部からの熱の放出は、現在生み出されていると推定されている潮汐熱よりも大きく、イオは大収縮期以降は冷えつつあることを示唆している。

## 組成

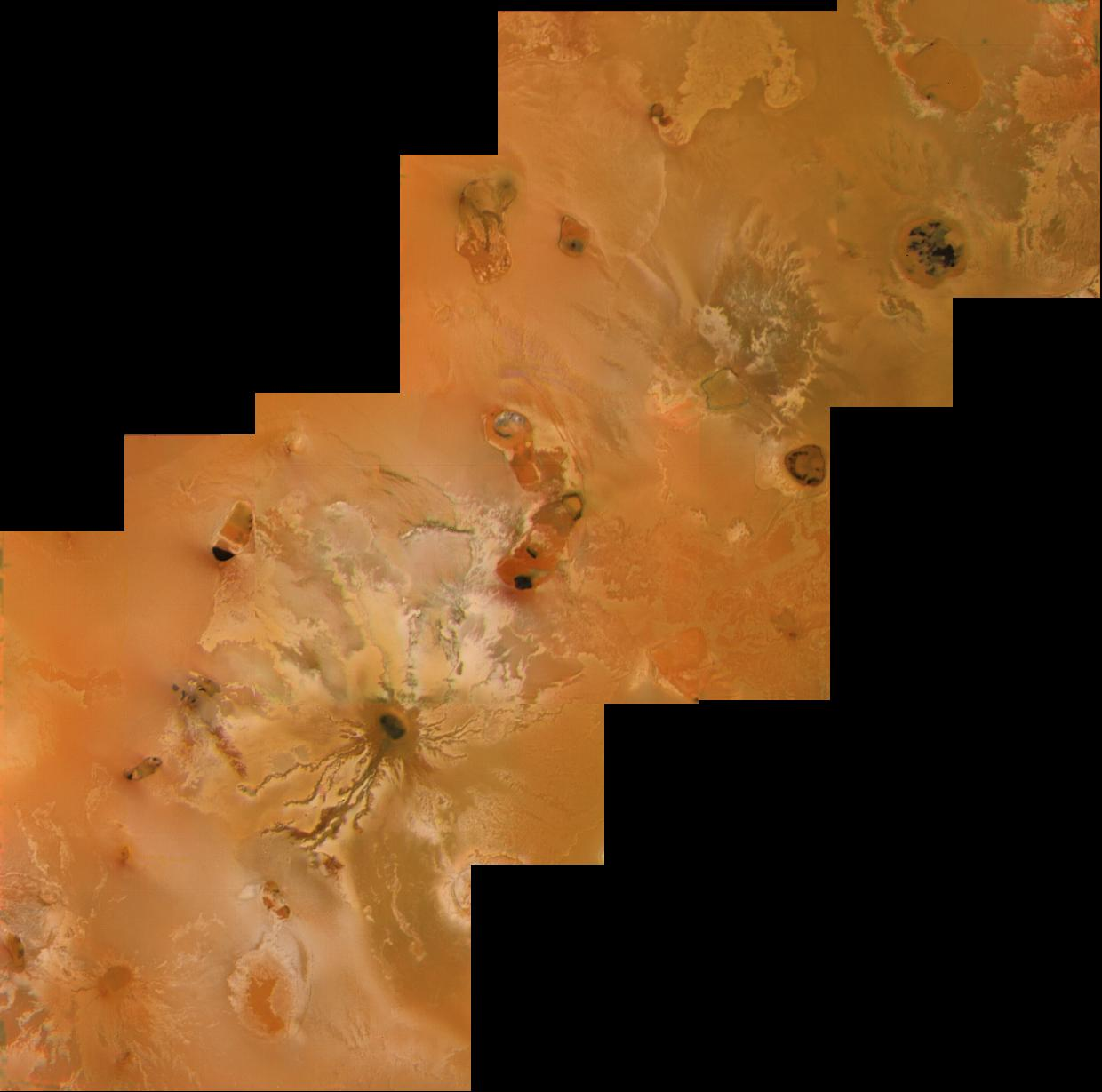
ボイジャー1号によるラー・パテラのそばの溶岩

ボイジャーの画像の分析から、イオの溶岩は、主に溶けた様々な硫黄の同素体から構成されている。溶岩の色や明るさの違いは硫黄の温度や硫黄原子の結合の具合による。ラー・パテラ（噴火口）から噴出された溶岩の分析により、検出された異なった色の物質は全てが液体硫黄と関係するもので、色の違いは火口からの距離によることが分かった。暗いアルベドの物質は火口から近い位置にあり、温度525K。赤色の物質はそれぞれの流れの中央付近で、450K。橙色の物質は流れの先端で、425Kであった。この色パターンは、中央の火口からの流れと対応しており、火口から遠ざかるにつれて冷え、色が変化している。さらに、ボイジャー1号の赤外線干渉・分光・放射計 (IRIS) によるロキ・パテラからの熱放出の温度の測定結果は、硫黄火山からのものと一致していた。しかし、IRISは、高い温度を示す波長は検出できなかった。これは、ケイ素火山と一致する温度は、ボイジャーでは観測されなかったことを示している。それにも関わらず、ボイジャー計画に参加する科学者は、高い密度と噴火口の壁のきつい傾斜を形成するためにはケイ素が必要なことから、衛星の若い表面ではケイ素が役割を果たしていると推定した。構造上の証拠とボイジャーによって収集されたスペクトル及び温度のデータの間にある矛盾はイオの溶岩はケイ素でできているのか、それとも硫黄でできているのかという議論を巻き起こした。
1980年代から1990年代にかけて行われた地上からの赤外線の観測によって、ケイ素の火山がほとんどであり硫黄は二次的な役割を果たしているに過ぎないという認識になった。1986年のイオの明るい噴火の観測により、温度は少なくとも900Kはあることが判明した。これは、715Kの硫黄の沸点よりも高く、イオの溶岩には少なくともケイ素の成分があることが明らかとなった。同様の温度は2機のボイジャーの接近の間にあたる1979年にも観測されており、また1978年にも Witteborn らによって観測されていた。

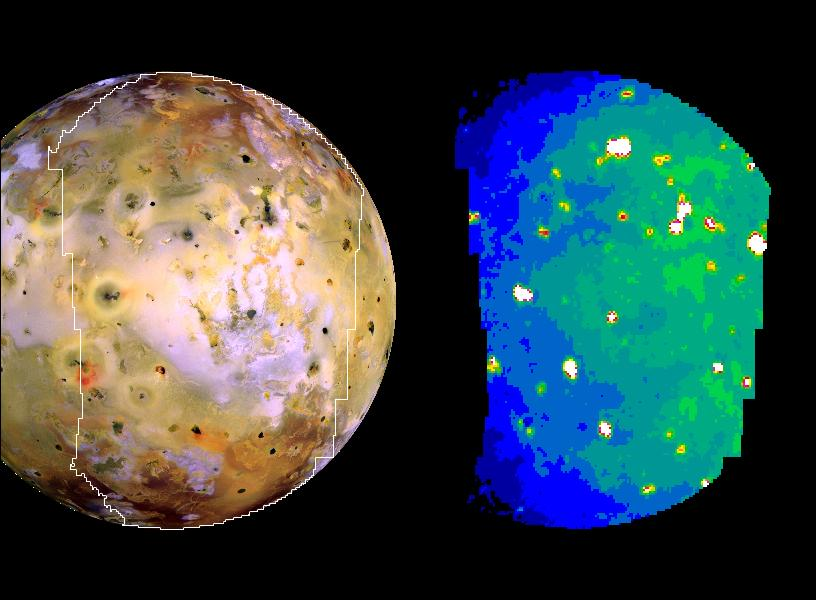
ガリレオによるイオの熱放出マップ

玄武岩やマグネシウムを含む苦鉄質岩、超苦鉄質岩を含むケイ素火山は、1990年代と2000年代にガリレオによるイオのいくつかのホットスポットの温度の観測でその存在が確かめられた。ガリレオの Solid-State Imager (SSI) と Near-Infrared Mapping Spectrometer (NIMS) による温度の観測で、1997年のピラン・パテラの噴火のように、多数のホットスポットの温度が1200Kから最大で1600Kであることが分かった。噴火温度は2000Kに達するという当初の推測は、間違った熱モデルを計算に使用したことによる過大評価だったことが証明された。イオの暗い部分のスペクトル観測は、頑火輝石等の輝石や苦鉄質岩、超苦鉄質岩の存在を示していた。このような暗い部分は、流れ出たばかりの溶岩や新しい噴火口の周りの火山砕屑岩で見られる。溶岩の温度とスペクトルの測定結果に基づき、一部の溶岩は地球のコマチアイトに相当するものであることが分かった。圧力下の過熱で、噴火の前の上昇時のマグマの温度が上がり、これが高い噴火温度の原因の1つとなっている可能性もある。
イオの火山の温度の観測は、硫黄とケイ素の論争に決着を付けたが、ボイジャーとガリレオのミッションの間にも、硫黄や二酸化硫黄がイオで加速される現象に対して重要な役割を果たしているという主張があった。イオの火山から生成するプルームの中からはどちらの物質も検出され、硫黄が主要な構成成分となるプルームも見つかっている。明るい溶岩の流れもいくつか見つかっているが、これは硫黄や二酸化硫黄の噴出岩であることが示唆されている。

## 噴火の形態
地上や宇宙船からの観測により、いくつかの異なる形態の噴火が観測されている。そのうち主な3つの形態は、火口内噴火、流出噴火、爆発噴火である。これらは、期間、エネルギー放出、温度、溶岩の流れ方等が異なる。

## プルーム

ニュー・ホライズンズによる地表から330kmものプルームを噴き上げるイオの火山

1979年の火山性プルームの発見は、イオが地質学的に活性状態であるという証拠を提供した。一般的に、硫黄や二酸化硫黄等の気体のプルームは、イオの火山から1km/sもの速度で噴出され、ガスと塵からなる傘型の雲を形成する。プルームに含まれる物質には、他にナトリウム、カリウム、塩素等がある。イオにおける火山の噴火の中でプルームを形成するものは比較的珍しく、確認された150回程度の噴火のうち、プルームを伴うものは数十個である。